# Joa Elfsberg
Joa Elfsberg, född 30 juli 1979 i Valbo, svensk ishockeyspelare, forward. Hon spelar i Brynäs IF och moderklubb är Valbo AIF.
Elfsberg deltog med Sveriges damlandslag i ishockey i Olympiska vinterspelen 1998 i Nagano och under 2002 i Salt Lake City tog hon OS-brons. Under Olympiska vinterspelen 2006 i Turin tog de OS-silver efter en historisk seger över USA i semifinalen.
Elfsberg är uppvuxen i Lund, Valbo och är numer bosatt i Gävle.